# Черни, Аманда
Аманда Серни (род. 26 июня 1991 года) — американский видеоблогер, актриса, фотомодель. Playmate октября 2011 года журнала Playboy.

## Биография
Аманда родилась 26 июня 1991 года в Питтсбурге. В 8 лет её семья переезжала уже пятый раз. Аманда имеет чешские, немецкие и итальянские корни.
В 2013 году начала актёрскую карьеру на телевидении. Также Аманда — известный видеоблогер.